# Bulbophyllum gracillimum
Bulbophyllum gracillimum es una especie de orquídea epifita originaria de Asia. 

## Descripción
Es una  orquídea de pequeño tamaño, de crecimiento cálido con hábitos de epífita  con pequeños pseudobulbos ovoides, agrupados muy juntos y una sola hoja, apical, elíptica. Florece en la primavera hasta el verano en una inflorescencia erecta, de 15 a 30 cm  de largo de color púrpura, nervuda que tiene una cabeza con 6-10  fragantes flores en el ápice  muy por encima de la hoja. Esta planta se monta en helecho,  a temperaturas cálidas, sombra moderada, alta humedad y una buena circulación de aire.

## Distribución y hábitat
Se encuentra en Tailandia, Myanmar, Malasia, Sumatra, Java, Borneo, Molucas, Nueva Guinea, Sulawesi, islas Salomón, Australia, Fiji y Nueva Caledonia como epífita sobre los troncos de los árboles en las selvas tropicales en las elevaciones desde el nivel del mar hasta los 150 metros. 

## Taxonomía
Bulbophyllum gracillimum fue descrita por (Rolfe) Rolfe  y publicado en Bulletin of Miscellaneous Information Kew 1907.
Etimología
Bulbophyllum: nombre genérico que se refiere a la forma de las hojas que es bulbosa.
gracillimum: epíteto otorgado en honor del botánico Charles Christopher Frost.
Sinonimia
- Bulbophyllum leratii (Schltr.) J.J.Sm.
- Bulbophyllum psittacoides (Ridl.) J.J.Sm.
- Bulbophyllum psittacoides (Ridl.) Ridl.
- Cirrhopetalum gracillimum Rolfe
- Cirrhopetalum leratii Schltr.
- Cirrhopetalum psittacoides Ridl.
- Cirrhopetalum warianum Schltr.[3][4]